# 風月
《風月》，是中國導演陳凱歌的电影作品。改编自叶兆言的小说《花影》。

## 故事簡介
郁忠良（張國榮 飾）從小就逃離了龐鎮，到上海落地生根，長大後更成為了以色相騙財騙色的拆白黨。忠良知道龐家大小姐如意（鞏俐 飾）有利用價值，刻意回到龐鎮利用如意，但兩人進而互相爱慕。忠良不忍欺騙如意，强抑愛意，獨自回到上海。

## 主演
- 張國榮
- 鞏俐
- 林健寰
- 何賽飛
- 周迅
- 張世
- 吳大維
- 周野芒

## 獎項

### 入圍
| 頒獎典禮                 | 獎項                         | 名單   | 結果 |
| ------------------------ | ---------------------------- | ------ | ---- |
| 第49屆坎城影展主競賽單元 | 金棕榈獎                     | 陳凱歌 | 提名 |
| 第16屆香港電影金像獎     | 最佳女主角                   | 巩俐   | 提名 |
| 第33屆金馬獎             | 最佳男主角                   | 張國榮 | 提名 |
| 第33屆金馬獎             | 最佳美術設計                 | 黃洽貴 | 提名 |
| 第33屆金馬獎             | 最佳造型設計                 | 張叔平 | 提名 |
| 第33屆金馬獎             | 最佳電影音樂                 | 趙季平 | 提名 |
| 第33屆金馬獎             | 最佳電影歌曲獎：《當真就好》 |        | 提名 |

### 獲獎
| 頒獎典禮                   | 獎項       | 名單   | 結果 |
| -------------------------- | ---------- | ------ | ---- |
| 1997年度日本香港電影通信獎 | 最佳男演員 | 張國榮 | 獲獎 |

## 外部連結
- 香港影庫上《風月》的資料（繁體中文）
- 開眼電影網上《風月》的資料（繁體中文）
- 豆瓣电影上《風月》的資料 （简体中文）
- 时光网上《風月》的資料（简体中文）
- AllMovie上《風月》的资料（英文）
- 爛番茄上《風月》的資料（英文）
- 互联网电影数据库（IMDb）上《風月》的资料（英文）